# 1417
Évszázadok: 14. század – 15. század – 16. század
Évtizedek: 1360-as évek – 1370-es évek – 1380-as évek – 1390-es évek – 1400-as évek – 1410-es évek – 1420-as évek – 1430-as évek – 1440-es évek – 1450-es évek – 1460-as évek
Évek: 1412 – 1413 – 1414 – 1415 –  1416 – 1417 – 1418 – 1419 – 1420 – 1421 – 1422

## Események

### Határozott dátumú események
- július 26. – A konstanzi zsinaton lemond XIII. Benedek ellenpápa.[1]
- augusztus 15. – Zsigmond magyar király Rozgonyi Péter veszprémi kanonokot nevezi ki a veszprémi püspökség élére.[2]
- november 11. – V. Mártont – egyszerű diakónusból – pápává választják.[1]
- november 26. – A veszprémi káptalan megválasztja – a Zsigmond királyáltal már korábban kinevezett – Rozgonyi Pétert veszprémi püspökké.[2]

### Határozatlan dátumú események
- az év folyamán – A Gömör vármegyei Dobsina korlátozott városi jogokat kap.[3]
- az év folyamán –  Hermann Cornerus dominikánus szerzetes 1435 körül keletkezett krónikája szerint az első vándorló cigány csoportok megjelentek a Magyar Királyság területén.[4]

## Születések
- február 23. – II. Pál pápa[5]
- Jöns Bengtsson Oxenstierna, később Svédország régense

## Halálozások
- április 29. – II. Lajos nápolyi király (* 1377)
- október 18. – XII. Gergely pápa (* 1325)